# Mountnorrisfjord
De Mountnorrisfjord is een fjord in het Nationaal park Noordoost-Groenland in het oosten van Groenland. De fjord snijdt zich in het eiland Traill Ø in noordwestelijke richting. Hij wordt onder andere gevoed door de Bredgletsjer die aan de zuidzijde van de fjord uitmondt.
De fjord heeft een lengte van meer dan 30 kilometer en is meer dan 10 kilometer breed.
Ongeveer 20 kilometer naar het zuiden ligt de Davy Sund met de monding van de Koning Oscarfjord, ongeveer 15 kilometer naar het noorden ligt de Vega Sund.